# Golden League FIAF 1997
La Golden League FIAF 1997 è stato il massimo livello del campionato italiano di football americano disputato nel 1997. È stata organizzata dalla Federazione Italiana American Football.
Al campionato hanno preso parte 10 squadre, suddivise in 2 gironi su base geografica.

## Regular season

### Girone Est
| Pos. | Squadra           | %V   | G  | V | P | PF  | PS  |
| ---- | ----------------- | ---- | -- | - | - | --- | --- |
| 1    | Dolphins Ancona   | .800 | 10 | 8 | 2 | 237 | 137 |
| 2    | Lions Bergamo     | .700 | 10 | 7 | 3 | 267 | 107 |
| 3    | Gladiatori Roma   | .600 | 10 | 6 | 4 | 187 | 179 |
| 4    | Giants Bolzano    | .300 | 10 | 3 | 7 | 194 | 244 |
| 5    | Elephants Catania | .200 | 10 | 2 | 8 | 198 | 375 |

### Girone Ovest
| Pos. | Squadra           | %V    | G  | V  | P | PF  | PS  |
| ---- | ----------------- | ----- | -- | -- | - | --- | --- |
| 1    | Phoenix Bologna   | 1.000 | 10 | 10 | 0 | 323 | 98  |
| 2    | Frogs Legnano     | .700  | 10 | 7  | 3 | 242 | 151 |
| 3    | Rhinos Milano     | .400  | 10 | 4  | 6 | 190 | 184 |
| 4    | Cardinals Palermo | .200  | 10 | 2  | 8 | 132 | 297 |
| 5    | Tigers Torino     | .100  | 10 | 1  | 9 | 74  | 272 |

## Playoff
|  | Wild Cards | Wild Cards      | Wild Cards      |                 |               | Semifinali    | Semifinali      | Semifinali |  |  | XXVII Superbowl | XXVII Superbowl | XXVII Superbowl |  |
|  |            |                 |                 |                 |               |               |                 |            |  |  |                 |                 |                 |  |
|  |            |                 |                 |                 |               | 1E            | Dolphins Ancona | 7          |  |  |                 |                 |                 |  |
|  |            |                 |                 |                 |               | 1E            | Dolphins Ancona | 7          |  |  |                 |                 |                 |  |
|  |            |                 |                 | Frogs Legnano   | 24            |               |                 |            |  |  |                 |                 |                 |  |
|  | 2O         | Frogs Legnano   | 7               | Frogs Legnano   | 24            |               |                 |            |  |  |                 |                 |                 |  |
|  | 2O         | Frogs Legnano   | 7               |                 |               |               |                 |            |  |  |                 |                 |                 |  |
|  | 3E         | Gladiatori Roma | 6               |                 |               |               |                 |            |  |  |                 |                 |                 |  |
|  | 3E         | Gladiatori Roma | 6               |                 | Frogs Legnano | Frogs Legnano | 35              |            |  |  |                 |                 |                 |  |
|  |            |                 |                 |                 |               |               |                 |            |  |  |                 |                 |                 |  |
|  |            |                 | Phoenix Bologna | Phoenix Bologna | 42            |               |                 |            |  |  |                 |                 |                 |  |
|  |            |                 |                 | Phoenix Bologna | 42            |               |                 |            |  |  |                 |                 |                 |  |
|  |            |                 |                 |                 |               |               |                 |            |  |  |                 |                 |                 |  |
|  |            |                 |                 |                 |               |               |                 |            |  |  |                 |                 |                 |  |
|  |            | 1O              | Phoenix Bologna | 38              |               |               |                 |            |  |  |                 |                 |                 |  |
|  |            |                 |                 | 38              |               |               |                 |            |  |  |                 |                 |                 |  |
|  |            |                 |                 | Lions Bergamo   | 36            |               |                 |            |  |  |                 |                 |                 |  |
|  | 2E         | Lions Bergamo   | 21              | Lions Bergamo   | 36            |               |                 |            |  |  |                 |                 |                 |  |
|  | 2E         | Lions Bergamo   | 21              |                 |               |               |                 |            |  |  |                 |                 |                 |  |
|  | 3O         | Rhinos Milano   | 13              |                 |               |               |                 |            |  |  |                 |                 |                 |  |

### XVII Superbowl
Il XVII Superbowl italiano si è disputato sabato 21 giugno 1997 allo Stadio Brianteo di Monza, ed ha visto i Phoenix Bologna superare i Frogs Legnano per 42 a 35.
Il titolo di MVP della partita è stato assegnato a James McDonagh, quarterback dei Phoenix. Il premio Memorial Scandellari per il miglio difensore dell'incontro è andato a Giacomo Cranchi dei Frogs.